# Automotrice FS ALe 841
Le automotrici ALe 841 sono delle automotrici delle Ferrovie dello Stato derivate dalla trasformazione di altrettante ALe 601 in convogli bloccati per servizio regionale e suburbano.

## Storia
Con l'immissione in servizio dei nuovi InterCity da 200 km/h formati da Carrozze UIC-Z1 e Gran Confort nel 1987, e degli ETR 450 a partire dal 1988, le ALe 601 vennero progressivamente relegate a servizi spesso marginali e addirittura locali, per i quali non erano state progettate. L'elevato esubero di unità indusse quindi le FS alla loro trasformazione in treni bloccati a quattro elementi, formati da due motrici inquadranti due rimorchiate, da destinare ai servizi sia regionali che interregionali che fossero veloci e confortevoli.

Nacque così il progetto del nuovo gruppo ALe 841.
Il principale intervento consistette nell'eliminazione di tutte le cabine di guida intermedie non più necessarie, mentre sulle sole due cabine ancora attive furono ricostruiti i frontali, eliminando gli intercomunicanti e ampliando così lo spazio interno; al contempo su ciascuna motrice fu soppresso il pantografo opposto alla cabina e infine il rapporto di trasmissione venne abbassato da 38/46 a 31/53. Gli interni dei veicoli furono interamente rimodernati, con adozione di nuovi sedili, nuova pannellistica e nuove porte; sulle motrici e su uno dei rimorchi vennero adottati posti di 2ª classe disposti su 4 file (2+2) mentre l'altro rimorchio fu arredato con posti di 1ª classe disposti su 3 file (2+1). Su ciascuna motrice lo spazio della cabina dismessa fu recuperato realizzando un ulteriore salottino con 8 sedili, per un totale di 302 posti per convoglio (84+58+76+84) a cui si aggiungevano 14 strapuntini nei vestiboli (4 sulle motrici e 3 sui rimorchi).

Tra il 1994 e il 2004, sono stati realizzati 16 convogli ottenuti dalla trasformazione di 32 elettromotrici e altrettante rimorchiate.

I complessi ottenuti ricevettero la seguente classificazione: elettromotrice ALe 841 + rimorchiate Le 581 + Le 761 + elettromotrice ALe 841.
Essendo inizialmente destinati soprattutto a servizi interregionali, i primi due treni ricevettero la livrea già in uso sulle carrozze MDVE ovvero grigio polvere con fascia dei finestrini rossa e filetto arancione; a partire dal terzo convoglio, entrato in servizio nel 1996, venne adottata poi la nuova livrea XMPR bianca e verde con filetti blu; al tempo stesso il progetto fu leggermente rivisto per poter impiegare questi treni anche nei servizi di collegamento aeroportuali e pertanto sulle due motrici i due salottini furono sostituiti da due ampi vani bagagli, riducendo posti a sedere totali a 286, ma mantenendo la classificazione iniziale dei rotabili.
I convogli hanno prestato servizio per circa 20 anni soprattutto sulle linee della Sicilia, specialmente sui collegamenti per l'aeroporto di Punta Raisi, sulle ferrovie Roma-Ancona, Roma-Pescara e sulla Ferrovia Adriatica, compreso l'ex-collegamento portuale di Ancona; nei loro primi anni di servizio vennero impiegati anche nel collegamento tra Roma Termini e l'Aeroporto di Roma-Fiumicino e occasionalmente perfino su una relazione InterCity tra Roma e Firenze; nel corso degli anni 2000 il loro impiego è stato progressivamente ridimensionato dall'arrivo di convogli più moderni, venendo così destinati solo a servizi regionali e attorno al 2006 sono stati così riconvertiti al servizio di sola 2ª classe (la capienza risalì quindi a 304 posti). 
Dal 2015 tutti i complessi di ALe 841 risultano accantonati.
Nel 2004 vennero realizzati altri 3 treni bloccati con posti di sola 2ª classe, ma con una trasformazione più rapida e meno radicale che non è stata uniforme per tutti i convogli: questi hanno inizialmente mantenuto la classificazione ALe 601, ma successivamente sono stati rinumerati:

- ALe 783+Le 813+Le 813+ALe 783

- ALe 783+Le 783+Le 783+ALe 783

- ALe 603+Le 703+Le 703+ALe 603
Sono stati accantonati nel corso del 2014.

## Galleria d'immagini

Elettromotrice FS ALe.841.001 alla stazione di Ravenna nell'aprile 1996
Elettromotrice FS ALe.841.012 alla stazione di Roma Termini nel febbraio 1998